# Sax-Forstegg

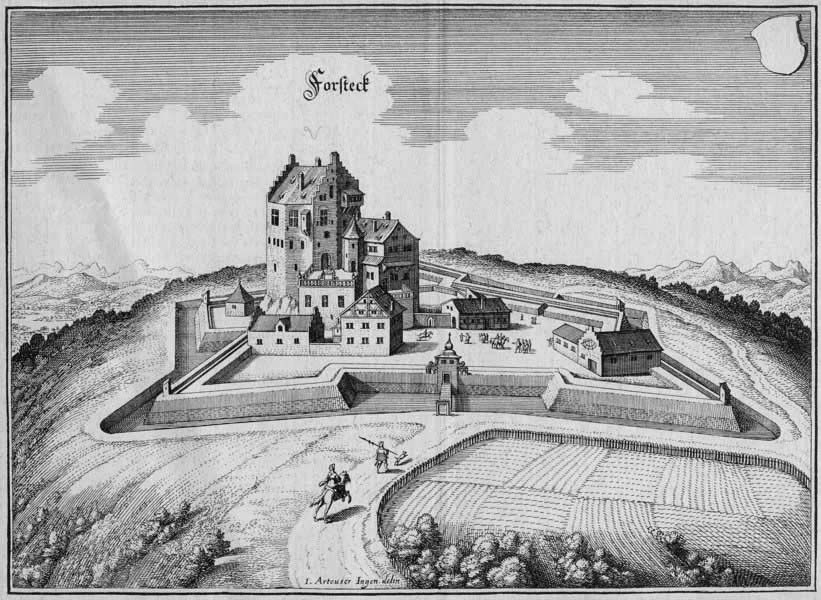
Das Schloss Forstegg um 1630

Die Herrschaft Sax-Forstegg war ein historisches Territorium im St. Galler Rheintal, das vom 14. Jahrhundert bis 1798 bestand. Der Name leitet sich von den Freiherren von Sax und der Burg Forstegg her. Sie umfasste die heutige Gemeinde Sennwald und den Weiler Lienz der Gemeinde Altstätten.
Die Herrschaft Sax-Forstegg entstand bei der Teilung der alten Herrschaft Sax in die Teile Hohensax (Gams) und Frischenberg. Ursprünglich waren nur die Dörfer Salez und Haag, erst 1396 auch Sennwald Teil der Herrschaft. Die Freiherren von Sax-Forstegg schlossen 1458 ein Bündnis mit der Alten Eidgenossenschaft und wurden 1463 Bürger von St. Gallen, 1486 auch von Zürich. Ulrich VII. von Sax, ein erfolgreicher Heerführer auf der Seite der Eidgenossenschaft im Schwabenkrieg, erhielt 1490 von der Eidgenossenschaft Frischenberg und Lienz geschenkt. Die enge Verbindung mit Zürich bewirkte die Einführung der Reformation in der Herrschaft, die sich 1553 endgültig durchsetzte. 1615 erwarb die Stadt Zürich die Herrschaft und verwaltete sie bis 1798 als äussere Vogtei.
1625 liess Zürich die Burg Forstegg in ein Landvogteischloss mit Zeughaus umbauen. Die Herrschaft Sax-Forstegg kam nach dem Ende der Alten Eidgenossenschaft zuerst zum Kanton Linth, 1803 zum Kanton St. Gallen.